# 안전지대 I Remember to Remember
| 전문가 평가          | 전문가 평가 |
| 평가 점수            | 평가 점수   |
| 출처                 | 점수        |
| -------------------- | ----------- |
| TOWER RECORDS ONLINE | 긍정적      |

《안전지대 I Remember to Remember》(일본어: 安全地帯I Remember to Remember 안젠치타이완 리멘바아 투우 리멘바아[*])는 일본의 록 밴드 안전지대의 데뷔 스튜디오 음반이다. 1983년 1월 25일, 유니버셜 뮤직에 의해 발매된 이 음반은 마츠오 유키오가 작사, 타마키 코지가 작곡, 호시 카츠가 프로듀싱을 맡았다.
녹음은 1982년 일본에서 이루어졌으며, 이후까지 안전지대 타마키의 솔로 작업에 참여할 키보디스트 가와시마 유지가 참여했다. 두비 브라더스와 같은 미국 록을 기반으로 한 사운드이지만, 뉴 웨이브의 영향으로 키보드 톤이 완전히 녹아든 편곡이다.
그의 데뷔 싱글인 〈연두색의 스냅〉은 이 음반에 포함되지 않았고, 그의 두 번째 싱글인 〈온 마이 웨이〉는 나중에 〈라스베이거스 타이푼〉의 싱글 컷과 함께 발매되었다. 이 음반은 오리콘 차트에서 22위에 올랐다.

## 배경
어린 시절부터 가수가 되기를 지망했던 보컬 타마키 코지는 중학교에 진학했을 무렵 밴드에 대한 관심으로 타케자와 유타카와 함께 "인베이더"라는 밴드를 결성한다. 밴드에 타케자와의 형인 슌야가 가입해 밴드명을 변경하는 이야기가 되어, 당시 베이스를 담당하고 있던 동급생이 교통표지에 실려 있던 도로표지판을 보고 "안전지대"라는 이름을 제안했고, 또 당시 피스사인이 유행하고 있어 안전지대의 V자 디자인과 부합하는 것, 게다가 두뇌경찰이나 4인단 등 동시대 한자 4글자 밴드에 영향을 받아 정식으로 "안전지대"로 개명되었다.
1972년에는 야마하 대중가요 경연대회에 참가하여 우수상을 수상했다. 록 음악에 전념했던 타마키는 두비 브라더스를 듣는 것을 좋아했고, 이러한 영향으로 타케자와 토시야는 드럼을, 미야시타 타카히로는 베이스를 연주하여 후에 원래의 안전지대를 형성한 5인조 그룹을 형성했다.

## 음악성
타마키 코지의 자서전본 《타마키 코지 행복해지기 위해 태어났으니까》에서는 사운드 전체의 음색 선택법과 편곡에서 당시 세계 록신을 휩쓸었던 뉴 웨이브의 영향이 느껴진다 데뷔 직후 타마키들은 시행착오를 거듭하는 가운데 마침 영국을 중심으로 달아오르던 폴리스 등으로 대표되는 뉴 웨이브계, 유럽계 아티스트들의 소리 만들기 아이디어를 새로운 자극으로 빠르게 흡수했다고 표기돼 있다.
음악정보 사이트 《CD 저널》에서는 〈온 마이 웨이〉를 비롯한 록 색깔이 강한 악곡을 수록하고 있다고 표기돼 있다.

## 곡 목록
작사는 모두 특별한 언급이 없는 한 마츠오 유키오가 맡았고, 작곡은 모두 타마키 코지가 맡았다.
| #  | 제목                                             | 재생 시간 |
| -- | ------------------------------------------------ | --------- |
| 1. | 〈라스베이거스 타이푼 (ラスベガス・タイフーン)〉 | 3:50      |
| 2. | 〈런 오브 럭 (ラン・オブ・ラック)〉              | 3:58      |
| 3. | 〈에이지 (エイジ)〉                              | 4:21      |
| 4. | 〈일루전 (イリュージョン)〉                      | 3:26      |
| 5. | 〈사일런트 씬 (サイレント・シーン)〉             | 3:28      |

| #   | 제목                                              | 작사                                      | 재생 시간 |
| --- | ------------------------------------------------- | ----------------------------------------- | --------- |
| 6.  | 〈온 마이 웨이 (オン・マイ・ウェイ)〉             | 마츠오 유키오, 시미즈 무네미, 패트릭 냅쿰 | 3:39      |
| 7.  | 〈빅 조크 (ビッグ・ジョーク)〉                    | 오구라 케이, 린다 헨리크                  | 3:29      |
| 8.  | 〈리턴 투 포에버 (リターン・トゥ・フォーエバー)〉 | 마츠오 유키오                             | 3:37      |
| 9.  | 〈겨울 CITY-1 (冬CITY-1)〉                        | 마츠오 유키오                             | 3:10      |
| 10. | 〈엔드리스 (エンドレス)〉                         | 마츠오 유키오                             | 2:03      |
| 11. | 〈아이 니드 유 (アイ・ニード・ユー)〉             | 마츠오 유키오                             | 4:27      |